# Francisco de Tello de Guzmán
Francisco de Tello de Guzmán fut gouverneur général des Philippines  du 14 juillet 1596 à mai 1602.

## Biographie
Natif de Séville, il fut trésorier de la Casa de Contratación qui gérait le commerce des Indes espagnoles. Il fut nommé gouverneur général des Philippines le 14 juillet 1596 – succédant à Luís Pérez Dasmariñas –, ainsi que président de la Real Audiencia de Manille qu'il réinstaura sur ordre de la couronne en 1598.
L'expédition militaire au Cambodge partie sous son prédécesseur échoua en 1597. Ce fut également sous sa gouvernance que Mindanao fut partiellement conquise, toutefois, le général Ronquillo qui menait l'expédition décida d'évacuer partiellement l'île, ce qui raviva les actes de pirateries de populations Moros de Mandanao. Il fit face en 1600 à une attaque sur Manille du néerlandais Oliver van Noordt dont les Espagnols sortent victorieux.
Les finances de l'administration coloniale connurent des difficultés chroniques à cette époque, en raison notamment des fraudes et du trop grand nombre d'officiels.
Il fut remplacé au terme de son poste de gouverneur par Pedro Bravo de Acuña en mai 1602. Il mourut à Manille en avril 1603.

## Distinction
- Chevalier de l'Ordre de Santiago[1].